# Il richiamo di Cthulhu
Il richiamo di Cthulhu (inglese: The Call of Cthulhu) è uno dei più famosi racconti di Howard Phillips Lovecraft e ha dato il nome al Ciclo di Cthulhu cui si sono ispirati vari altri autori sul filone narrativo horror-fantascientifico che vede sullo sfondo la cosmogonia ideata da Lovecraft stesso negli anni venti - trenta. Il racconto fu scritto nel 1926 e pubblicato per la prima volta nel 1928 su Weird Tales.

## Ispirazioni

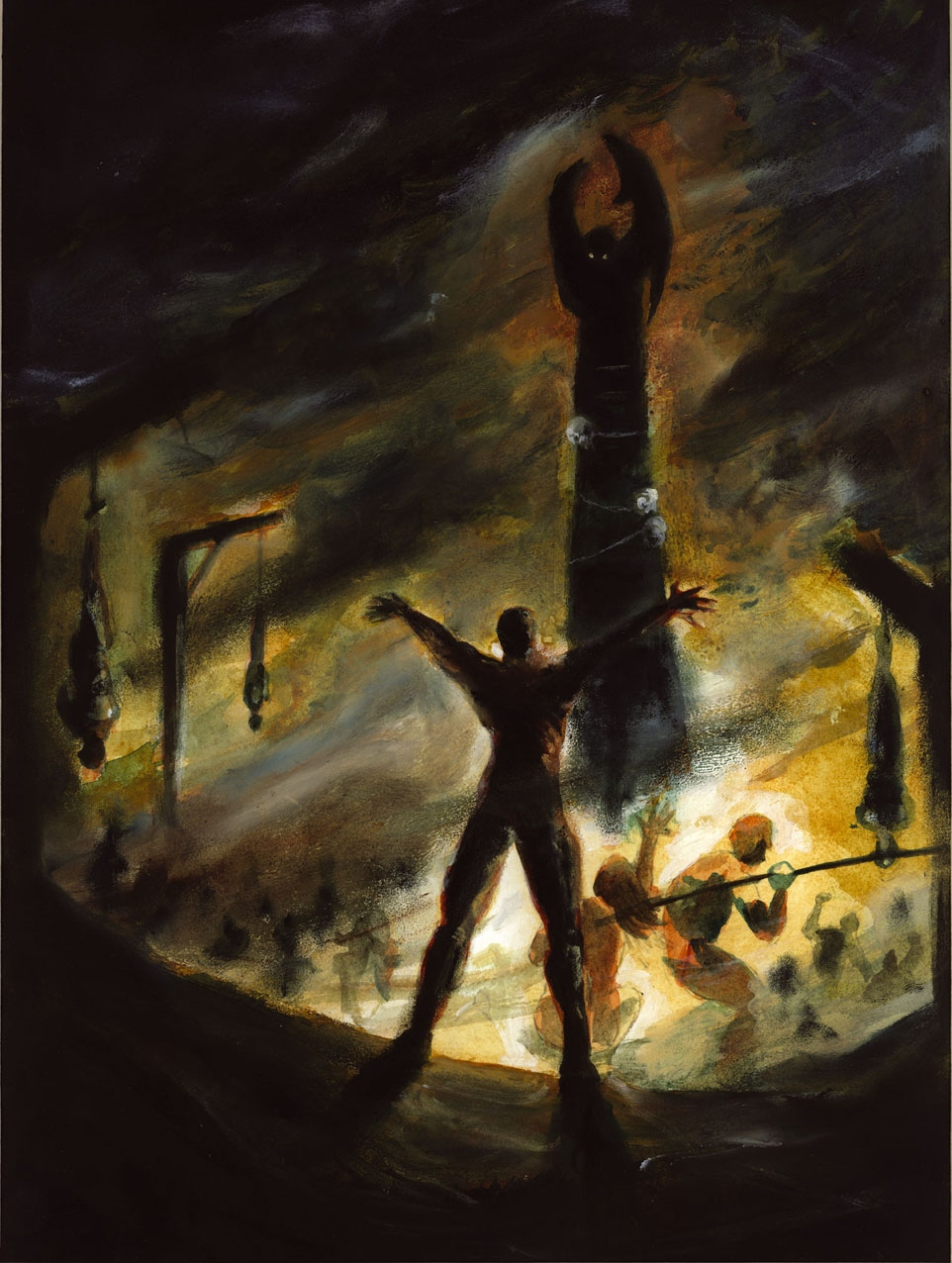
La setta di Cthulhu in Louisiana, illustrazione di Gwabryel.

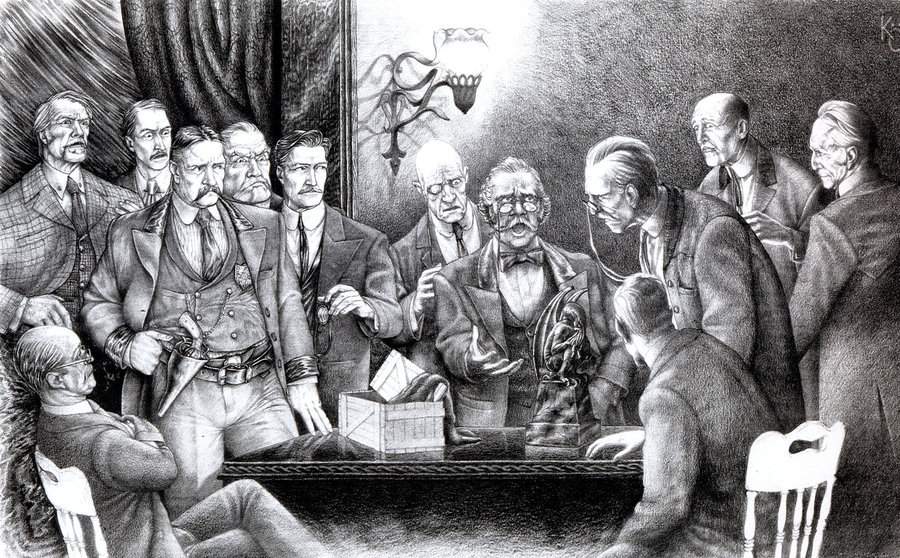
Statuette di Cthulhu, illustrazione di Korkut Öztekin.

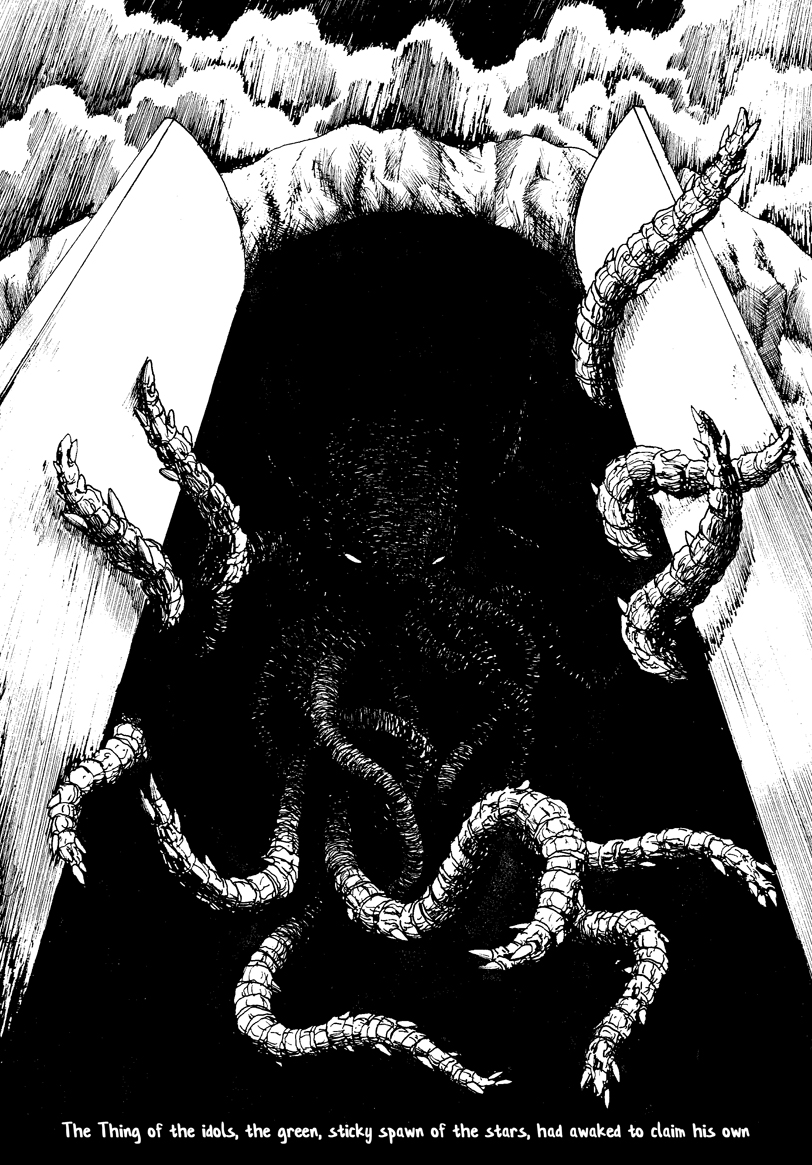
La follia che viene dal mare, illustrazione di Sofyan Syarief.

Lo studioso dei Miti di Cthulhu Robert M. Price, nella sua introduzione di The Cthulhu Cycle, indica nella poesia Il Kraken di Alfred Tennyson un'importante fonte di ispirazione per il racconto. La poesia descrive un kraken, un mostro gigantesco e tentacolato che - come Cthulhu nell'opera di Lovecraft - riposa nelle profondità del mare.
Price considera anche le opere di Lord Dunsany come una fonte di ispirazione fondamentale per la creazione del dio dormiente. Lo stesso Lovecraft osservò che aveva letto Dunsany, autore che ammirava molto, il giorno che concepì la trama de Il richiamo di Cthulhu.
Nella loro H.P. Lovecraft Encyclopedia, S.T. Joshi e David E. Schultz indicano come possibili fonti anche il racconto L'Horla di Guy de Maupassant (che Lovecraft descrisse nel suo saggio Supernatural Horror in Literature come la storia di «un essere invisibile che [...] influenza le menti degli altri, e sembra essere l'avanguardia di un'orda di esseri extraterrestri arrivati sulla Terra per soggiogare e distruggere l'umanità») e The Novel of the Black Seal di Arthur Machen.
Giuseppe Lippi, nella sua introduzione al racconto, ritrova influenze da H. G. Wells per i suoi mostri tentacolari che calano dai pianeti; da H. R. Haggard con le sue storie di civiltà perdute e divinità che restano assopite per millenni e da A. Merritt.
Altre fonti di ispirazioni per il Richiamo sono menzionate nella stessa storia, come Il ramo d'oro di James Frazer.

## Trama
(Howard Phillips Lovecraft, Il richiamo di Cthulhu. Incipit del racconto)
La cornice narrativa del Richiamo segue Francis Wayland Thurston, che rinviene dei diari e documenti del suo defunto prozio, il linguista George Gammell Angell, morto in quello che in apparenza fu un incidente. Leggendo i resoconti di Angell, Thurston narra la storia che è divisa in tre parti.
Nella prima (L'orrore d'argilla), Thurston trova un bassorilievo che era stato dato ad Angell da uno scultore di nome Wilcox nel marzo 1925. Un terremoto aveva scatenato nello scultore degli incubi riguardanti una vasta città di architettura ciclopica, e la cantilena «Cthulhu fhtagn» da delle voci incorporee. Angell interroga intensamente Wilcox, che continua a condividere le sue ispirazioni artistiche, finché non si ammala. Quando guarisce, i suoi sogni cessano. Durante questo periodo Angell ha raccolto articoli di giornali da tutto il mondo: nel marzo del 1925, altri artisti in varie località avevano avuto incubi analoghi, fino a impazzire. Il bassorilievo include geroglifici sconosciuti e raffigura un mostro antropomorfo con ali da drago e la testa che sembra una piovra.
Nella seconda parte (Il racconto dell'ispettore Legrasse), Thurston legge il rapporto dell'ispettore della polizia di New Orleans John Raymond Legrasse, che nel 1908 mostrò una statuetta fatta di una strana pietra nera che raffigurava la stessa creatura mostruosa raffigurata nel bassorilievo di Wilcox, durante una riunione di ricercatori. Lagrasse racconta di avere rinvenuto questo idolo l'anno precedente, quando lui e i suoi uomini, durante una ricerca nelle paludi della Louisiana, assistettero alla cerimonia segreta di un inquietante culto composto da soli uomini, che sacrificavano donne e bambini alla statuetta. Legrasse e i poliziotti uccisero cinque cultisti e ne arrestarono altri quarantasette, scoprendo da uno di essi che la setta era dedita alla venerazione dei "Grandi Antichi" e all'attesa del ritorno di "Cthulhu", l'essere raffigurato dalla statuetta. Uno degli accademici ai quali Legrasse mostrò la statuetta, il professor William Channing Webb, rivelò di avere visto un gruppo di eschimesi con simili credenze.
Nella terza e ultima parte (La follia che viene dal mare), Thurston rinviene il diario di un marinaio norvegese, Gustaf Johansen, unico sopravvissuto dell'equipaggio a bordo della nave Emma, che fu recuperato in Australia nel 1925. Johansen raccontò alla stampa che l'Emma fu attaccata dal vascello a vapore armato Alert, che fece affondare la nave, ma Johansen e i suoi compagni sconfissero gli assalitori — che parevano appartenere allo stesso culto descritto dall'ispettore Legrasse — e presero il comando della nave nemica, sulla quale trovarono le coordinate per un'isola inesplorata. Con l'eccezione di Johansen e di un altro marinaio, l'equipaggio morì su quell'isola. Johansen non descrisse la causa della loro morte. Durante un viaggio in Australia, Thurston scopre che un'altra statuetta di Cthulhu fu trovata a bordo della Alert.
Thurston si reca in Norvegia e incontra la moglie vedova di Johansen, la quale spiega che il marito è stato assassinato da degli sconosciuti e gli consegna un manoscritto di Johansen, che descrive ciò che era accaduto al suo equipaggio: la nave era sbarcata su un'isola affiorata dal nulla, dove i superstiti avevano rinvenuto la spaventosa città morta di R'lyeh, cercando poi di comprendere la geometria non euclidea della città. Tuttavia risvegliarono accidentalmente Cthulhu, sacerdote dei Grandi Antichi, il quale uccise l'equipaggio tranne, appunto, un marinaio e Johansen, il quale lo riportò a bordo dell'Alert e, scappando, lacerò la testa di Cthulhu investendolo con la prua della nave. Cthulhu si rigenerò rapidamente e il compagno di Johansen impazzì e morì prima che raggiungessero terra.
Nel finale, Thurston termina di leggere il manoscritto rendendosi conto che adesso egli stesso sarà uno dei prossimi bersagli degli adoratori di Cthulhu, che hanno causato la morte di Angell e Johansen: «So troppo, e il culto vive ancora. E anche Cthulhu vive ancora, credo, in quell'abisso di pietra che lo ha protetto fin da quando il sole era giovane».

## Commenti critici
Per ironia della sorte, Lovecraft non era del tutto soddisfatto di quello che diventerà poi uno dei suoi racconti più celebri.
Tuttavia, dopo la pubblicazione del Richiamo, vi furono riconoscimenti importanti. Robert Ervin Howard (creatore di Conan il barbaro) scrisse a Weird Tales: «L'ultimo racconto del signor Lovecraft, Il richiamo di Cthulhu, è un capolavoro».
Studiosi e commentatori di Lovecraft come Peter Cannon e Michel Houellebecq concordano con il giudizio positivo e con l'importanza cruciale del racconto nella produzione dello scrittore di Providence.

## Influenza delRichiamo
Il racconto è una tappa fondamentale nella nascita del cosiddetto "Ciclo di Cthulhu". I successori del ciclo, talvolta con creazioni originali, sono A. Derleth, C.A. Smith e molti altri.
Il Ciclo ha ispirato un gioco di ruolo (Il richiamo di Cthulhu), alcuni giochi da tavolo (Arkham Horror, Eldritch Horror), un gioco di carte collezionabili (Il richiamo di Cthulhu), musiche (Cthulhu Sleeps, Cthulhu Dreams e R'lyeh's Lament di deadmau5, The Call of Ktulu, The Thing That Should Not Be e Dream No More dei Metallica, Cthulhu degli Alkaloid e The Call of Cthulhu dei Nanowar of Steel), saggi e molte altre opere, inclusi film (come l'omonimo The Call of Cthulhu del 2005 e Underwater del 2020) e alcuni episodi di South Park (14ª stagione ep. 11 12 e 13) oltre che alcuni videogiochi (ad esempio Call of Cthulhu: Dark Corners of the Earth, Call of Cthulhu e The Sinking City).